# ميزان الاعتدال

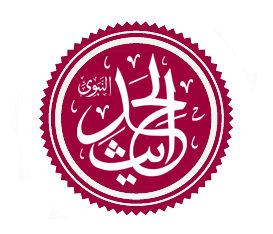
علم الحديث

يُعدّ ميزان الاعتدال، (بالانجليزية: Mizan al-Itidal) أو ميزان الاعتدال في نقد الرجال، أحد أهم أعمال علم الرجال (علم الرواة أو علم الرجال) التي كتبها الإمام شمس الدين الذهبي في القرن الثامن من التاريخ الإسلامي.

## الوصف
يمثّل كتاب ميزان الاعتدال إعادة صياغة لكتاب الإمام بن عدي الجرجاني (277 هجري) المعنون الكامل في ضعفاء الرجال. ومنذ ذلك الحين، سعى الإمام شمس الدين الذهبي إلى الإضافة عليه وتنقيحه ثم إطلاق عليه اسم ميزان الاعتدال. يُعتبر هذا الكتاب أحد أشهر الكتب في مجال علم الرجال (علم الرواة أو علم الرجال) إذ تم نشره في خمسة مجلدات تحتوي على أكثر من 3000 صفحة. نُظم الكتاب بحسب الترتيب الأبجدي إذ صنّف المؤلف الرواة من بينهم المخادعين والمجهولين والذين سيتم التخلي عنهم. يميز الإمام الذهبي الرواة الضعفاء عن العلماء في الحديث لكونهم من ذوي مستوى أدنى لأسباب منها الذاكرة أو بعض الانتهاكات الأخرى. حرص الإمام الذهبي أيضًا على تجنب بعض الصياغات المضللة التي قد تكون موجودة عند علماء الحديث (المحدثين) والتي يكتنفها الغموض، ما يدل على ضعف الراوي.

## المنشورات
نُشر الكتاب عن طريق العديد من المنظمات حول العالم:
- ميزان الاعتدال في نقد الرجال من قِبَل الإمام شمس الدين الذهبي: الناشر: مؤسسة الرسالة العالمية، بيروت، لبنان.[3]
- ميزان الاعتدال في نقد الرجال – الذهبي (علم الجرح والتعديل): الناشر: مؤسسة الرسالة العالمية.[1]
- ميزان الاعتدال في نقد الرجال – الذهبي: الناشر: الرسالة، 2017.[4]